# 菲律賓大學奧隆阿波推廣部
菲律賓大學奧隆阿波分部 (University of the Philippines Diliman Extension Program in Olongapo, UPDEPO)為菲律賓大學設於奧隆阿波市的分部，並有位於克拉克的姐妹校菲律賓大學邦板牙(Pampanga)分部，提供管理碩士(Master of Management)課程。

## 歷史
菲律賓大學奧隆阿波分部，為因應奧隆阿波市政府對於提供高等教育的要求而設立，菲律賓大學校長Edgardo Angara和奧隆阿波市長Richard Gordon於1985年7月30日簽署協議備忘錄(Memorandum of Agreement, MOA)，正式成立奧隆阿波分部。前16年位於奧隆阿波國立高級中學(Olongapo City National High School)，每週末提供課程。
其後由於菲律賓大學和蘇比克灣管理局(Subic Bay Metropolitan Authority, SBMA)於1999年10月簽署的新備忘錄，遷移至位在蘇比克灣經濟特區(Subic Bay Freeport Zone, SBFZ)的AURA學院。

## 研究生課程
管理碩士學位旨在培養學生的專業能力，以從事公共機關，企業和教育機構的工作，發展學生特定領域的管理技能，致使管理者能勝任企業的各方面活動與管理目標。學生於每週六上課，須修完15門學科共30個學分，包括核心課程，工具課程和選修課程，最快可於20個月內完成學位。

核心課程包含：

Theory and Practice of Management

Organizational Behavior

Management Control

Production Management

Marketing Management

Financial Management

Strategic Management

工具課程包含：

Economic Analysis

Management Science

Management Accounting

選修課程包含風險管理，組織發展和管理法規等等。

每學年分為三個學期：

1st Trimester – 5月至8月

2nd Trimester – 9月至12月

3rd Trimester – 1月至4月

## 外部連結
- UPEPO Academic Programs
- UPEPO Admissions
- UPEPO Student Council
- UPEPO Forum